# 윤태현 (기업인)
윤태현(尹台鉉, 1910년 2월 21일 ~ 1999년 9월 24일)은 크라운제과 회장을 지낸 기업인이다.

## 학력
- 1929년 목포 영흥중학교 졸업

## 생애
1937년에 전라남도 목포시에 있는 영흥중학교를 졸업하였다. 
1947년 서울역 뒤편 중림동에 대여섯명의 직원을 두고 ‘영일당제과’를 만들었다. 
1956년 상호명을 영일당제과에서 크라운제과로 바꾸고 크라운제과의 대표이사 회장을 역임하였다.
1984년부터는 전남향우회 회장이 되기도 하였다. 상훈으로는 대통령표창을 받은 바 있다.
1999년 9월 24일 사망할 때까지 그 회사 대표이사이며 회장이었다.

## 가족 관계
- 부 : 윤재학
- 모 : 이순영
- 배우자 : 김순안
  - 장남 : 윤영달
  - 며느리 : 육명희
    - 손자 : 윤석빈 - 크라운제과 대표이사
    - 손자 : 윤성민
    - 손녀 : 윤자원
    - 증손자: 윤병우

  - 차남 : 윤영노
  - 삼남 : 윤영욱
  - 사남 : 윤영주
  - 2녀